# عملية هارماتان

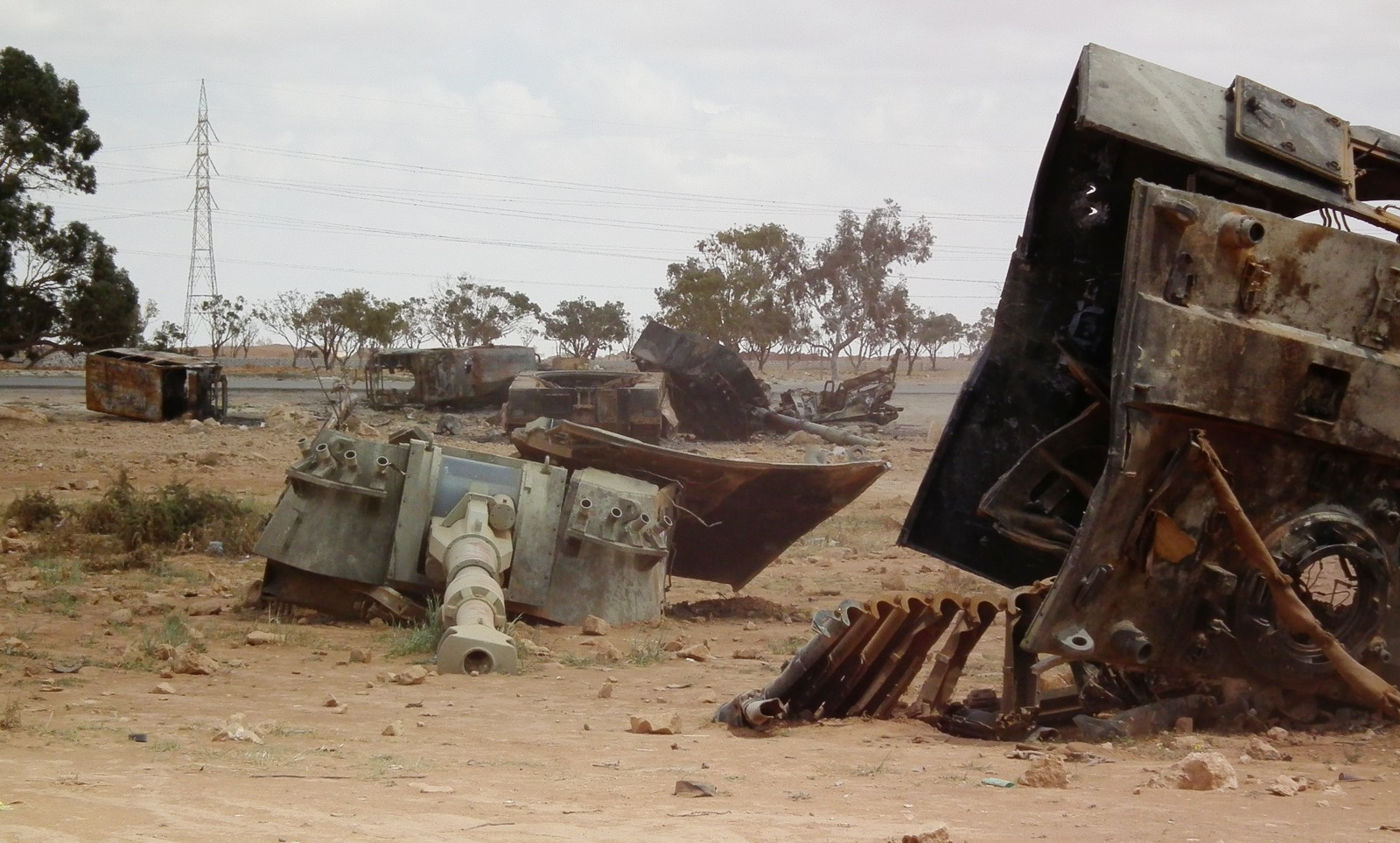
مدافع بالماريا (Palmaria) تابعة لقوات القذافي دمرها الطيران الفرنسي أثناء العملية

عملية هارماتان أو أرماتان (بالفرنسية: Opération Harmattan)‏ هو اسم الشفرة للعملية العسكرية الفرنسية والتي هي جزء من العملية العسكرية الدولية التي تهدف إلى حماية المدنيين في ليبيا من هجمات قوات معمر القذافي بموجب قرار مجلس الأمن الدولي رقم 1973 الصادر في 17 مارس 2011.
سميت العملية على اسم ريح الهارماتان، وهي ريح جافة ساخنة تهب على الصحراء الكبرى ما بين نوفمبر، ومارس.
استمرت هذه العملية حتى الساعة الثامنة بتوقيت ليبيا من صباح يوم 31 مارس 2011 عندما تولى حلف الأطلسي (الناتو) مهمة تطبيق قرار مجلس الأمن تحت اسم «عملية الحامي المُوحَد».

## أهم القطع الفرنسية المشاركة
- الطائرات [4]
  - رافال (Rafale)
  - ميراج (Mirage) عدة أنواع منها (5-2000) ، (D2000) ، (F1CR).
  - كيه سي -135 ستراتوتانكر الممونة جواً.
  - بوينغ (E-3) سنتري
  - ترانسال (C-160)
- السفن[4][5][6]
  - حاملة الطائرات شارل ديغول (R91).
  - مدمرة مضادة للطائرات فوربان (Forbin D620).
  - فرقاطة مضادة للطائرات جان بار (Jean Bart D615).
  - فرقاطة دوبليه (Dupleix D640).
  - فرقاطة أكوني (Aconit F713).
  - فرقاطة شيفالييه بول (Chevalier Paul D621).
  - فرقاطة جورج ليغيه (George Leygues D640).
  - فرقاطة كوربيه (Courbet F712).
  - ناقلة لإعادة التموين موز (Meuse A607).
  - غواصة هجوم نووي آميثيست (Améthyste S605).

## أهم العمليات

### اليوم الأول 19 مارس
ثمان طائرات رافال تراقب أجواء بنغازي لكي تمنع تقدم القوات البرية (من كتائب القذافي)، وبدء الضرب في الساعة 16:45 بالتوقيت المحلي الليبي. وقد أفادت صحيفة الديلي تيليغراف بتدمير 4 دبابات ليبية من قبل الطيران الفرنسي جنوب بنغازي.

### اليوم الثالث 21 مارس
تدمير دبابة ليبية أخرى جنوب بنغازي.

### اليوم السادس 24 مارس
الطيران الفرنسي يهاجم قاعدة ليبية تبعد 250 كم عن الشاطئ.
وتنفيذ هجمات أخرى على قوات برية ليبية.
تدمير طائرة نفاثة ليبية من طراز سوكو غالب (Soko G-2 Ghaleb)، وتدمير صاروخ أرض جو بمجرد هبوطه في مصراتة.
ومهاجمة مدفعية للكتائب قرب إجدابيا.

### اليوم السابع 25 مارس
طائرات قطرية ملحقة بعملية فجر أوديسا، مع طائرات فرنسية تقوم بجولات استطلاعية فوق مصراتة، والزنتان، وسرت، وإجدابيا. أدّت أربع طائرات ميراج مهمات منع الكتائب من التقدم قرب إجدابيا.

### اليوم الثامن 26 مارس
طائرات فرنسية تنفذ ضربات عدة في الزنتان، ومصراتة، وتدمر 5 طائرات سوكو غالب (Soko G-2 Ghaleb)، و طائرتين عموديتين من طراز (Mi-35) على الأرض. استمارا القطريين، والفرنسيين في طلعاتهم الاستطلاعية.

### اليوم التاسع 27 مارس
طائرات فرنسية تهاجم مقر قيادة جنوب طرابلس.

### اليوم العاشر 28 مارس
تركيز العمليات الجوية على الزنتان، ومصراتة.
وتدمير مخزن ذخيرة قرب غريان.

### اليوم الحادي عشر 29 مارس
مهاجمة الطيران الفرنسي مواقع صواريخ مضادة للطائرات على بعد 100 كم جنوب غرب طرابلس. دورياتان من طائرات الميراج 5-2000 الفرنسية، والقطرية تقوم بمهمات لمنع الكتائب من التقدم.
تدمير مخزن عسكري يقع جنوب طرابلس بمسافة 30 كم.

### اليوم الثاني عشر 30 مارس
مهاجمة الطيران الفرنسي مواقع صواريخ مضادة للطائرات على بعد 20 كم جنوب سرت. دورية من طائرات طائرات فرنسية، قطرية تقوم بمهمات لمنع الكتائب من التقدم.

### اليوم الثالث عشر 31 مارس
في الساعة 08:00 بتوقيت ليبيا تولى حلف الأطلسي (الناتو) مهمة تطبيق قرار مجلس الأمن تحت اسم «عملية الحامي المُوحَد».